# Yacine Hamza
Yacine Hamza (Arabisch: ياسين حمزة) (18 april 1997) is een Algerijns baan- en wegwielrenner.

## Carrière
Als junior werd Hamza in 2015 Arabisch kampioen op de weg. Een jaar later nam hij deel aan de tweede editie van de Afrikaanse kampioenschappen baanwielrennen. Samen met Abdelbasset Hannachi en El Khacib Sassane werd hij tweede in de teamsprint. Datzelfde jaar won hij op de weg onder meer het jongerenklassement van de Ronde van Constantine.
In juli 2017 werd Hamza nationaal kampioen op de weg bij de beloften. In november van dat jaar reed hij in de vijfde etappe van de Ronde van Rwanda naar de tweede plaats, twee seconden na winnaar Bonaventure Uwizeyimana. In 2018 behaalde Hamza zijn eerste zege als eliterenner toen hij de tweede rit in lijn in de Grote Prijs van Algiers op zijn naam schreef. Aan het eind van de vierdaagse etappekoers stond Hamza bovenaan het jongerenklassement, met een voorsprong van twee seconden op Abdelraouf Bengayou. In de Ronde van Algerije, die voor het eerst sinds 2014 weer op de UCI-kalender stond, won Hamza de tweede etappe. Door zijn overwinning nam hij de leiding in het algemeen klassement over van Abderrahmane Mansouri, die een dag eerder de openingsetappe had gewonnen.
Bij de nationale kampioenschappen stond tweemaal op het erepodium, in 2018 werd hij tweede in de wegwedstrijd en in 2021 derde in de tijdrit.

## Baanwielrennen

### Palmares
| Jaar                            | AK | AK                                               | WK | Overig |
| ------------------------------- | -- | ------------------------------------------------ | -- | ------ |
| 2016                            |    | Teamsprint                                       |    |        |
| niet actief tussen 2017 en 2020 |    |                                                  |    |        |
| 2021                            |    | ploegenachtervolging · 1 km tijdrit · teamsprint |    |        |

## Wegwielrennen

### Overwinningen
2015
 Arabisch kampioen op de weg, Junioren
2016
Jongerenklassement Ronde van Constantine
2017
 Algerijns kampioen op de weg, Beloften
2018
3e etappe Grote Prijs van Algiers
Jongerenklassement Grote Prijs van Algiers
2e etappe Ronde van Algerije
Jongerenklassement Ronde van Algerije
4e etappe Ronde van Oranie
2019
4e etappe GP Chantal Biya
2021
4e etappe Ronde van Mevlana
6e etappe Ronde van Burkina Faso
Puntenklassement Ronde van Burkina Faso
2022
Grand Prix Tomarza
2023
2e etappe Ronde van Sharjah
2e, 4e en 7e etappe Ronde van Algerije
Puntenklassement Ronde van Algerije
2e, 3e en 5e etappe Ronde van Benin
1e, 2e en 7e etappe Ronde van Kameroen
Puntenklassement Ronde van Kameroen
 Wegwedstrijd op de Pan-Arabische Spelen
1e en 4e etappe Ronde van Salalah
Puntenklassement Ronde van Salalah
2e en 4e etappe GP Chantal Biya
Eind- en puntenklassement GP Chantal Biya
4e etappe (ITT) Ronde van Ghardaia
Eindklassement Ronde van Ghardaia
 Arabisch kampioen op de weg
2024
Nad Al Sheba Sports Tournament
3e etappe Tour Naional de Sidi bel Abbes
4e etappe Ronde van Benin
1e, 6e, 8e en 9e etappe Ronde van Algerije
1e en 4e etappe Ronde van Salalah
1e etappe GP Chantal Biya
Bergklassement GP Chantal Biya
2025
1e, 2e, 3e, 4e, 5e, 7e en 10e etappe Ronde van Algerije
Puntenklassement Ronde van Algerije
Grote Prijs van Algiers
 Algerijns kampioen op de weg, elite

### Resultaten in voornaamste wedstrijden
|      | \| Jaar \| \| WK op de weg \| \| ---- \| \| ------------ \| \| 2023 \| \| opgave \| |              |
| Jaar |                                                                                     | WK op de weg |
| 2023 |                                                                                     | opgave       |

## Ploegen
- 2018 –  Groupement Sportif des Pétroliers Algérie
- 2019 –  VIB Sports (van 09 april tot 23 juli)
- 2020 –  Groupement Sportif des Pétroliers Algérie
- 2022 –  Dubai Police Cycling Team
- 2023 –  Dubai Police Cycling Team
- 2024 –  Madar Pro Cycling Team
- 2025 –  Madar Pro Cycling Team

Belmokhtar · Ben Youcef · Fellah · Hadjbouzit · Hamza · Koriche · Lagab · Lallouchi · Lounis · Sassane